# Lijst van voetbalinterlands Bahrein - Myanmar (vrouwen)
Deze lijst van voetbalinterlands is een overzicht van alle officiële voetbalinterlands tussen de nationale vrouwenteams van Bahrein en Myanmar. De landen hebben tot nu toe één keer tegen elkaar gespeeld.

## Wedstrijden
| № | Plaats | Datum       | Competitie                                | Wedstrijd         | Uitslag |
| - | ------ | ----------- | ----------------------------------------- | ----------------- | ------- |
| 1 | Yangon | 5 juli 2025 | Aziatisch kampioenschap 2026 kwalificatie | Myanmar − Bahrein | 6 − 0   |

## Samenvatting
| Competitie                           | Totaal gespeeld | Winst Bahrein | Gelijk | Winst Myanmar | Doelsaldo Bahrein – Myanmar |
| ------------------------------------ | --------------- | ------------- | ------ | ------------- | --------------------------- |
| Aziatisch kampioenschap kwalificatie | 1               | 0             | 0      | 1             | 0 − 6                       |
| Totaal                               | 1               | 0             | 0      | 1             | 0 − 6                       |